# Condado de Sandomierz
Condado de Sandomierz (em polonês: powiat sandomierski) é um powiat (condado) da Polônia, na voivodia de Santa Cruz. A sede do condado é a cidade de Sandomierz. Estende-se por uma área de 675,89 km², com 81 733 habitantes, segundo o censo de 2006, com uma densidade de 120,93 hab/km².

## Divisões admistrativas
O condado possui:
Comuna urbana: Sandomierz
Comunas urbana-rurais: Koprzywnica, Zawichost
Comunas rurais: Dwikozy, Klimontów, Łoniów, Obrazów, Samborzec, Wilczyce
Cidades: Sandomierz, Koprzywnica, Zawichost

## Demografia
População (dados de 30 de Junho de 2006):
|          | Total   | Total | Mulheres | Mulheres | Homens  | Homens |
| -------- | ------- | ----- | -------- | -------- | ------- | ------ |
|          | pessoas | %     | pessoas  | %        | pessoas | %      |
| Total    | 81 733  | 100   | 42 052   | 51,5     | 39 681  | 48,5   |
| Cidades  | 29 472  | 100   | 15 664   | 53,1     | 13 808  | 46,9   |
| Povoados | 52 261  | 100   | 26 388   | 50,5     | 25 873  | 49,5   |